# 千代田町 (館林市)
千代田町（ちよだちょう）は、群馬県館林市の町名。郵便番号は374-0028。面積は0.09km2。

## 地理
北は本町二丁目、東は本町三丁目・四丁目、南は新宿一丁目、西は富士見町に接している。

## 歴史
1969年（昭和44年）11月1日に第二次住居表示が実施され、大字谷越の一部（下町西の大部分）が千代田町となった。
この町の大部分は旧字「萱場」が占め、その名の通り萱の繁茂している地域であった。6月7日の牛頭天王祭礼前の6月朔日には、市内3ヶ所に神輿の御旅所が設けられたが、この仮屋用の材として、字萱場から刈った青萱十八駄が、藩から支給されたという。
また萱場の元の字名は「道上（みちうえ）」とも呼ばれ、町東方を南北に延びる日光脇往還の西、すなわち上にあたるためである。

## 人口
2025年（令和7年）1月31日現在の世帯数と人口は以下の通りである。
| 町丁   | 世帯数  | 人口  |
| ------ | ------- | ----- |
| 西本町 | 266世帯 | 458人 |

## 小・中学校の学区
市立小・中学校に通う場合、学区は以下の通りとなる。
| 番地 | 小学校             | 中学校             |
| ---- | ------------------ | ------------------ |
| 全域 | 館林市立第二小学校 | 館林市立第一中学校 |

## 経済
店・企業

| - 館林ステーションホテル - auショップ 館林 - カンノ自動車 - サボテン相談室 | 飲食 - ぎんざ - あべにゅー - あまどうらく - 茶楽 - 七福珈琲 コンビニ |

## 地域

### 健康
医療機関
- とみた歯科

### 施設
記念館
企業博物館
宗教
- 交安稲荷神社

## 交通

### 鉄道
当町に鉄道駅はない。隣接する本町に東武鉄道館林駅がある。

### 道路
町内南方を東から西に館林藤岡線が貫いている。